# This Is Why
This Is Why — шестой студийный альбом американской рок-группы Paramore, выпущенный 10 февраля 2023 года на лейбле Atlantic Records. Это первый альбом группы почти за шесть лет, а также их первый диск записанный тем же составом, что и его предшественник. Ведущий сингл альбома «This Is Why» был выпущен в день анонса пластинки — 28 сентября 2022 года. За ним последовало ещё два — «The News» и «C’est Comme Ça». Пластинка стала лауреатом премии «Грэмми», победив в двух номинациях «Лучший рок-альбом» и «Лучшее исполнение альтернативной музыки».

## Предыстория
В мае 2017 года Paramore выпустили свой пятый студийный альбом After Laughter, тепло встреченный критиками. В записи пластинки участвовал барабанщик Зак Фарро, покинувший коллектив в 2010 году. Группа провела турне в поддержку диска — гастролируя с июня 2017 года по сентябрь 2018-го. После завершения After Laughter Tour музыканты сделали перерыв в совместном творчестве и занялись другими проектами. Хейли Уильямс приняла участие работе над песней «Uncomfortably Numb» (2019) группы American Football и выпустила два сольных альбома: Petals for Armor (2020), спродюсированный Тейлором Йорком, и Flowers for Vases / Descansos (2021). Она также уделила больше времени бизнесу (компании по производству красок для волос Good Dye Young) и вела еженедельный подкаст Everything Is Emo на BBC Sounds. Фарро продолжил работу со своим сольным проектом HalfNoise, выпустив EP — Flowerss (2018) — и два альбома — Natural Disguise (2019) и Motif (2021). Помимо этого поучаствовав в записи песен «Watch Me While I Bloom» и «Crystal Clear» из альбома Уильямс Petals for Armor, а также выпустил EP названный Zafari (2020).
Упоминания о следующем диске Paramore начались в 2020 году, когда Уильямс продвигала Petals for Armor. Певица намекнула, что новый альбом группы будет более гитарным: «Мы сошлись во мнении, что слушаем много старой музыки, на которой росли». в 2022 году, она сравнила его с Bloc Party: «С самого начала Bloc Party были для нас основным эталоном, потому что в их звучании присутствовал напор, отличавшийся от спид-панка, поп-панка или подобной стены звука присущей эмо-группам начала 2000-х». В январе 2022 года Paramore подтвердили, что приступили к записи шестого альбома.
Ознакомившиеся с пластинкой, Мередит Дженкс и Кристин Вертман из Billboard описали её как «жёсткий постпанк-боевик, сосредоточенный на тревогах, вызванных пандемией».
В сентябре 2022 года Paramore заархивировали все сообщения на своей официальной странице в Instagram и представила новый дизайн сайта. В течение месяца также был запущен официальный сервер группы в Discord, объявлены даты новых выступлений в Лос-Анджелесе и Нью-Йорке, а также опубликованы фрагменты видео, на которых группа работала над новым материалом. 16 сентября коллектив анонсировал свой новый сингл (первый за четыре года), «This Is Why», который вышел 28 сентября. В тот же день музыканты объявили, что 10 февраля 2023 года состоится релиз одноимённого альбома. Paramore исполнили новую песню на The Tonight Show Starring Jimmy Fallon 4 ноября 2022 года. 8 декабря 2022 года группа выпустила второй сингл «The News». Третий сингл «C’est Comme Ça» увидел свет 12 января. Группа инициировала в короткий осенний тур, который стартовал в октябре 2022 года и включал выступления на фестивалях Austin City Limits и When We Were Young в качестве хэдлайнеров. Позже музыканты объявили о намерении провести гастроли по Южной Америке, которые должны начаться в марте 2023 года.

## Музыка и тематика текстов
Логан Гурлей из Rock Sound назвал альбом «звенящей пост-панк пластинкой» и отметил влияние Foals, Bloc Party и Talking Heads. Мередит Дженкс и Кристин Вертман из Billboard описали альбом как «плотно записанный, пост-панк взрыв, который посвящен тревогам, вызванным пандемией». Аналогично, Ариэль Гордон из Pitchfork охарактеризовал альбом как «звенящий, трещащий пост-панк». Эндрю Сачер из BrooklynVegan утверждает, что альбом имеет «дерганый» дэнс-панк " на всей продолжительности пластинки. Согласно Алексису Петридису из The Guardian, "[альбом] добавляет в смесь альт-рок 00-х: группа упоминала Bloc Party и Foals в качестве влияний. Имс Тейлор из Clash заявил, что "Paramore выбрали простоту, поразительность и силу в «This Is Why», придерживаясь традиций New Wave — ударные фразы, повторяющиеся и переповторяющиеся, через яркие гитарные противозвучия, смешенные по ритму акценты и остроумное лирическое зацикливание текстов, которые выходят за рамки куплет-припев-куплет-припев, прочно впечатывая характер каждой песни в ваше сознание. The Sydney Morning Herald отметила, что "последние три трека альбома крутятся вокруг оси dream-pop. " По словам Криса Тиссена из Under the Radar, « вторая половина альбома по тональности отличается от первой, она более личная, эмоциональная и ближе к их поп-панк корням.» Максимо Дэвид из Boolin Tunes утверждает, что «любое представление о том, что This Is Why — это Paramore „возвращение к своим корням“, или то, что многие обозреватели могли утверждать на протяжении многих лет, почти однозначно ложно.»

## Оценка критиков
| Совокупная оценка         | Совокупная оценка |
| Источник                  | Оценка            |
| ------------------------- | ----------------- |
| AnyDecentMusic?           | 8.4/10            |
| Metacritic                | 85/100            |
| Оценки критиков           |                   |
| Источник                  | Оценка            |
| AllMusic                  | [ 32 ]            |
| Clash                     | 9/10              |
| Evening Standard          | [ 34 ]            |
| Exclaim!                  | 9/10              |
| The Guardian              | [ 36 ]            |
| Kerrang!                  | [ 37 ]            |
| The Line of Best Fit      | 9/10              |
| NME                       | [ 39 ]            |
| Pitchfork                 | 6.3/10            |
| The Sydney Morning Herald | [ 41 ]            |

This Is Why получил 85 баллов из 100 на агрегаторе рецензий Metacritic на основе 18 отзывов критиков, что свидетельствует о «всеобщем признании». Пишущий для AllMusic Мэтт Коллар написал, что альбом «художественные и эмоциональные нити их карьеры в связное, пылкое целое». Имс Тейлор из Clash похвалил написание песен, заявив: «Было бы неуважением… называть какой-либо альбом Paramore „самым-самым“ из всего… Но что-то в сочинении песен на This Is Why, бесспорно, самое-самое, голос Уильямс одновременно элегантен и грубоват, в зависимости от того, что требуется». Сара Джеймисон из DIY назвала альбом «еще одной смелой и блестящей трансформацией трио» с «настоящим чувством уверенности в себе», который является «самой амбициозной записью Paramore». Дэвид Смит, написавший для Evening Standard, считает, что альбом «меняется от вулканической энергии до более медленных треков, которые свидетельствуют о привлекательной взрослости группы».
Уэсли МакЛин из Exclaim! назвал альбом «записью, глубоко уходящей корнями в традиции пост-панка и арт-панка» и «самым зрелым релизом Paramore на сегодняшний день». Алексис Петридис из The Guardian написал, что на альбоме «агрессивный барабанный бой и сварливые гитары сочетаются с мощными риффами и динамикой поп-панка, а также с острым пониманием поп-песенного мастерства», заключив, что он «очень хорошо и реалистично затрагивает проблемы миллениалов». Пишущий для Kerrang! Сэм Лоу высказал мнение, что «написание этих 10 треков кажется естественной эволюцией» песен с After Laughter: «немного старше, немного мудрее, гораздо более возмущенные положением дел в мире». Лоу считает, что в This Is Why Уильямс «использует усиленную версию своей настоящей личности» и отметил, что «поразительно, насколько отчетливо Paramore все ещё звучит». По словам Стивена Лофтина, написавшего для The Line of Best Fit, «как и во всех хороших инди-бопах, под колебаниями веселых нот скрывается темное дно, и This Is Why наслаждается этим фактом».
Рецензируя альбом для NME, Софи Уильямс нашла его «настолько же созвучным текстурам сегодняшнего современного прогрессивного рока, насколько это любовное письмо к блестяще едким ранним дням Paramore», с «некоторыми из их самых бесстрашных песен на сегодняшний день», и группа «открыла новую теплоту». [ Ариэль Гордон из Pitchfork написала, что «вместо того, чтобы повторять заезженный молл-панк своих предыдущих альбомов», Paramore «обратились к динамичным звукам пост-панка» на альбоме, но сочли его «перегруженным [. …] лирическими промахами и иронией, которые заставили бы Аланис Мориссетт закатить глаза», а гнев, выраженный в текстах, «слишком приторным и несвоевременным». Жизель Ау-Нхиен Нгуен из The Sydney Morning Herald описала альбом как «повторное знакомство с группой, которая вернулась с новой взрослостью и чувством цели». Крис Тиссен из Under the Radar отметил, что альбом «немного страдает от дисбаланса первой половины альбома», но все же считает, что альбом «хорошо исполнен… и предлагает взгляд на то, как нам всем пришлось иметь дело с универсальным и особенным одновременно в последние несколько лет».

## Список композиций
Все песни написаны Хейли Уильямс, Тейлором Йорком и Заком Фарро.
| №                   | Название                  | Длительность |
| ------------------- | ------------------------- | ------------ |
| 1.                  | «This Is Why»             | 3:27         |
| 2.                  | «The News»                | 3:07         |
| 3.                  | «Running Out of Time»     | 3:12         |
| 4.                  | «C'est Comme Ça»          | 2:29         |
| 5.                  | «Big Man, Little Dignity» | 4:20         |
| 6.                  | «You First»               | 4:05         |
| 7.                  | «Figure 8»                | 3:24         |
| 8.                  | «Liar»                    | 4:21         |
| 9.                  | «Crave»                   | 3:55         |
| 10.                 | «Thick Skull»             | 3:52         |
| Общая длительность: | Общая длительность:       | 36:12        |

## Участники записи
| Paramore - Хейли Уильямс — вокал, бэк-вокал, перкуссия, фортепиано - Тейлор Йорк — бэк-вокал, колокольчики, гитара, клавишные, музыкальное программирование, вибрафон - Зак Фарро — бэк-вокал, ударные, колокольчики, клавишные, перкуссия, музыкальное программирование, вибрафон Дополнительные музыканты - Карлос де ла Гарса — продюсирование, бэк-вокал - Брайан Роберт Джонс — бас-гитара - Генри Соломон — бас-кларнет, кларнет, современная флейта - Фил Дэнью — колокольчики, клавишные, музыкальное программирование | Технический персонал - Эм Манчини — мастеринг - Мэнни Маррокин — микширование - Гарриет Тэм — звукорежиссёр - Кайл Маколей — ассистент звукорежиссёра - Патрик Кериер — ассистент звукорежиссёра - Скотт Мур — ассистент звукорежиссёра - Джоуи Маллен — техник (ударные) - Эрик Бейли — гитарный техник - Джоан Алмейда — гитарный техник Художественное оформление - Закари Грей — фотографии |  |